# Lonia
El Lonia és un petit riu de la província d'Ourense, a Galícia, afluent del Miño pel marge esquerre.
Neix a Loña do Monte, al municipi de Nogueira de Ramuín. Continua en direcció est-oest fins a arribar a l'embassament de Cachamuíña, al municipi d'O Pereiro de Aguiar, font d'abastament de la ciutat d'Ourense. Abans d'entrar al municipi d'Ourense forma un altre embassament a Castadón. Entra a Ourense pel barri del mateix nom, A Lonia, i desemboca al riu Miño.
Els seus afluents són els rierols de la Boca, Vermeaos, Prado Longo, Grande i O Porto pel marge dret, i els rierols de Triós i Cachosando i el riu Grañal pel marge esquerre.
Les seves aigües van alimentar un conjunt de molins fariners concentrats sobretot en els trams mig i alt del riu, que van originar una xarxa de camins, ponts, preses i canals per abastir-los.